# Joseph-Barthélemy de Ricard
Pour les articles homonymes, voir Ricard (homonymie).
Joseph-Barthélemy-Honoré-Louis-Amable de Ricard (17 novembre 1787 à Sète (Hérault) - 12 avril 1867 à Paris 17e) était un militaire français, officier des troupes napoléoniennes, puis général lors du règne de Louis-Philippe Ier. Il est le fils de «Noble Jean Louis de Ricard (1757-?), chevalier, commissaire des étapes de la marine au départ de Sette» et de Marie Thérèse Amable Guey et le père du poète, écrivain et journaliste Louis-Xavier de Ricard.

## Carrière

### Campagne d'Espagne
Le 23 mars 1806, Joseph-Barthélemy de Ricard entre à l’école militaire de Fontainebleau et obtient la même année son brevet de sous-lieutenant au 4e régiment des chasseurs à cheval, qui est alors stationné dans le royaume de Naples. La paix qui règne alors dans cette partie de l’Italie incite le jeune Ricard à demander sa mutation dans une unité combattante. Il est affecté au 10e chasseurs à cheval et fait avec ce régiment la campagne d’Espagne de 1808 à 1810.
Les cousins du sous-lieutenant Ricard, les Clary, neveux de Joseph Bonaparte alors roi d'Espagne, lui promettent leur appui s'il passe au service de l’armée espagnole. Il refuse leur offre et est promu lieutenant et aide-de-camp du général Barbou des Courières qui commande à Ancone, le 7 octobre 1810.

### Grande Armée et Restauration
Nommé capitaine le 21 août 1813, Ricard, avec la Grande Armée, participe aux campagnes de Russie, Allemagne et de France, de 1813 à 1814, puis est mis en disponibilité lors de la première Restauration. 
Lors du retour de Napoléon Ier durant les Cent jours, il est affecté au 7e régiment de hussards. Il est chargé d'organiser la 8e compagnie de ce régiment à Abbeville, mais alors qu'il fait route pour rejoindre les troupes à Waterloo, il reçoit la nouvelle du désastre et l’ordre de rentrer au dépôt. Peu après, il est affecté à un régiment de lanciers, commandé par le lieutenant-colonel Chatry de La Fosse. Ce corps est l'un des derniers qui franchit la Loire. Le capitaine est à nouveau mis en disponibilité. Lors de la réorganisation de l’armée, le colonel Trobriant, du 7e hussards, obtient le rappel du capitaine Ricard et sa nomination au 2e régiment des chasseurs à cheval.
En 1818, le capitaine Ricard est envoyé à sa demande à la Martinique comme adjoint à l’état-major du gouverneur, François-Xavier Donzelot; il y rejoint son père, alors administrateur de la marine.
En 1822, l’état-major est réduit, il est affecté au 2e bataillon de la Martinique. Le 6 janvier 1826, le capitaine Ricard est transféré au 1er régiment d’infanterie de la garde royale dont il est nommé chef d’état-major auprès du gouverneur ; en 1829 ce poste est supprimé, et le commandant Ricard est à nouveau mis en disponibilité.
Le 22 novembre 1829, Ricard est promu major et affecté au 25e de ligne ; le 23 octobre 1832, il est élevé au grade de lieutenant-colonel, puis le 1er janvier 1838 nommé colonel du 5e d’infanterie légère.
Nommé général de brigade le 20 avril 1845, il est placé à la tête d'une brigade d’infanterie de la garnison de Paris. Commandant de l'école militaire de Saint-Cyr de 1846 à 1849, il sera par la suite nommé aide de camp de Jérôme Bonaparte qui a été nommé en 1848 gouverneur général des Invalides ; le général de Ricard est fait grand officier de la Légion d'Honneur par décret du 10 janvier 1855.

## Distinctions
Déjà décoré en 1815, il reçoit la croix de Saint-Louis en 1822 et la croix d’officier en 1836.
Le 17 janvier 1815, il devient chevalier de la Légion d'honneur, alors qu'il est capitaine au régiment des chasseurs des Alpes. Le 28 septembre 1844, il devient commandeur de la Légion d'honneur.
Le  10 janvier 1855, il devient grand officier de la Légion d'honneur

## Œuvre
- Autour des Bonaparte. Fragments de mémoires publiés par L.-X. de Ricard. ; Joseph-Barthélemy-Honoré-Louis-Amable de Ricard;  L -X de Ricard ; Paris : Savine, 1891. (OCLC 84944072)